# Veauville-lès-Quelles
Veauville-lès-Quelles est une commune française située dans le département de la Seine-Maritime en région Normandie.

## Géographie

### Localisation
Veauville-lès-Quelles est un village du pays de Caux.
C'était au dernier recensement une commune de 103 habitants (580 en 1851) sur 321 ha à 125 mètres d’altitude, à 49°44’40 de latitude nord et 0°42’34 de longitude est, en Caux maritime.

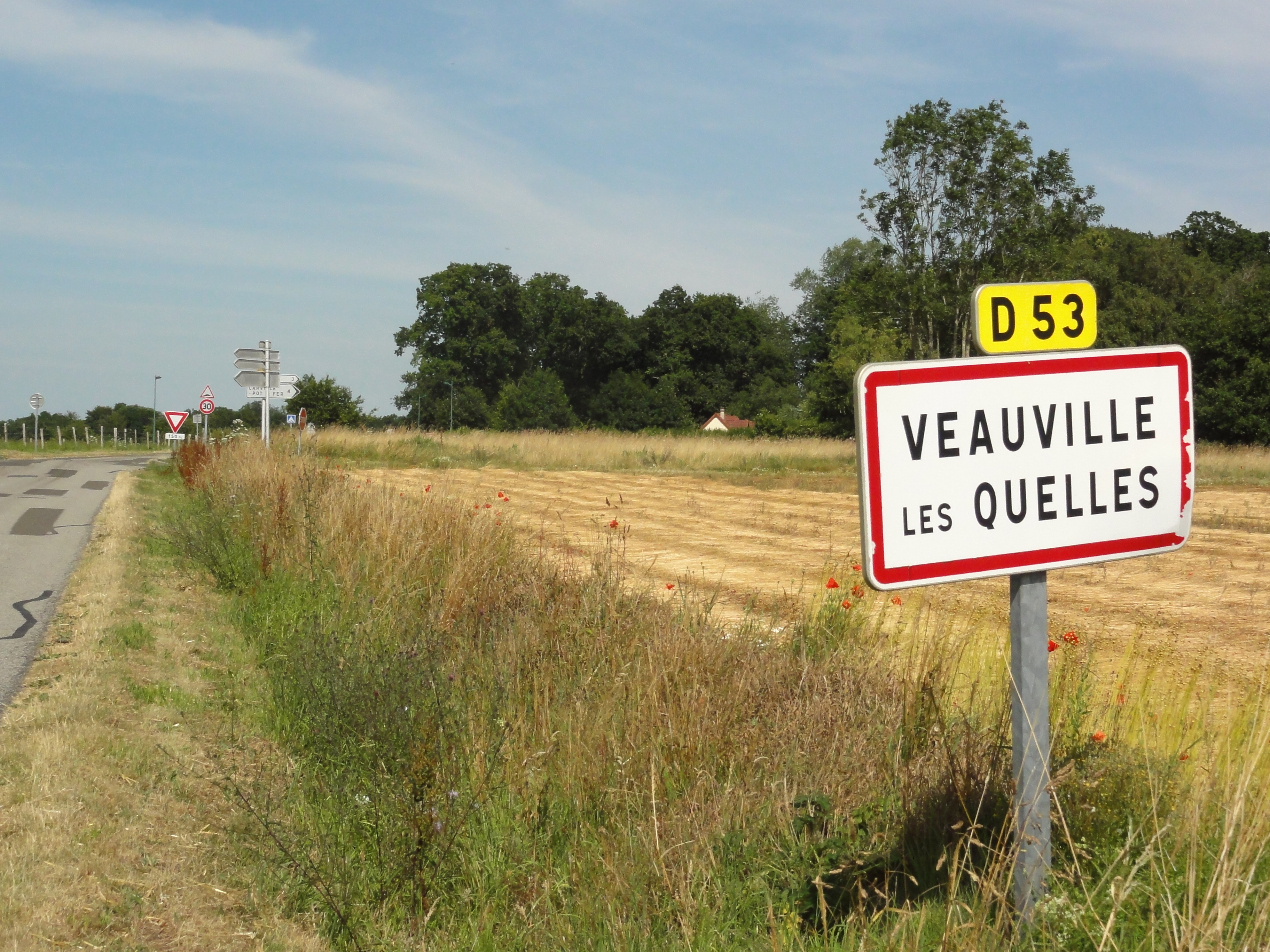
Entrée de Veauville-lès-Quelles.

|           | Saint-Vaast-Dieppedalle |                     |
| Bosville  | Veauville-lès-Quelles   | Routes              |
| Oherville |                         | Carville-Pot-de-Fer |

### Hydrographie
La commune est située dans le bassin Seine-Normandie. Elle n'est drainée par aucun cours d'eau,.

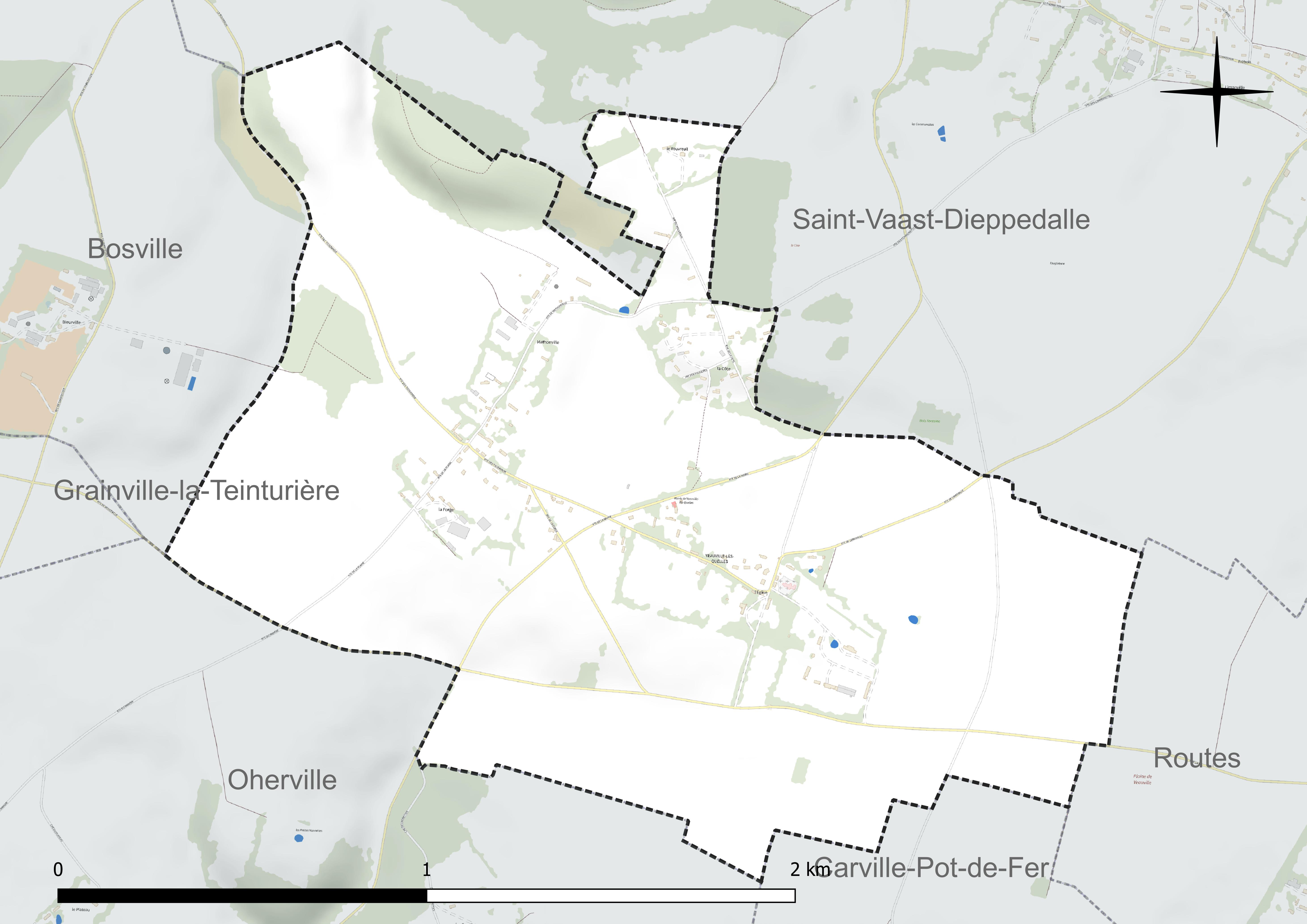
Réseau hydrographique de Veauville-lès-Quelles.

### Climat
Pour des articles plus généraux, voir Climat de la Normandie et Climat de la Seine-Maritime.
En 2010, le climat de la commune est de type climat océanique altéré, selon une étude du CNRS s'appuyant sur une série de données couvrant la période 1971-2000. En 2020, Météo-France publie une typologie des climats de la France métropolitaine dans laquelle la commune est exposée à un climat océanique et est dans la région climatique Côtes de la Manche orientale, caractérisée par un faible ensoleillement (1 550 h/an) ; forte humidité de l’air (plus de 20 h/jour avec humidité relative > 80 % en hiver), vents forts fréquents. Parallèlement le GIEC normand, un groupe régional d’experts sur le climat, différencie quant à lui, dans une étude de 2020, trois grands types de climats pour la région Normandie, nuancés à une échelle plus fine par les facteurs géographiques locaux. La commune est, selon ce zonage, exposée à un « climat maritime », correspondant au Pays de Caux, frais, humide et pluvieux, légèrement plus frais que dans le Cotentin.
Pour la période 1971-2000, la température annuelle moyenne est de 10,3 °C, avec une amplitude thermique annuelle de 13,4 °C. Le cumul annuel moyen de précipitations est de 911 mm, avec 13,4 jours de précipitations en janvier et 8,8 jours en juillet. Pour la période 1991-2020, la température moyenne annuelle observée sur la station météorologique la plus proche, située sur la commune d'Ectot-lès-Baons à 13 km à vol d'oiseau, est de 10,8 °C et le cumul annuel moyen de précipitations est de 905,5 mm,. Pour l'avenir, les paramètres climatiques de la commune estimés pour 2050 selon différents scénarios d’émission de gaz à effet de serre sont consultables sur un site dédié publié par Météo-France en novembre 2022.

## Urbanisme

### Typologie
Au 1er janvier 2024, Veauville-lès-Quelles est catégorisée commune rurale à habitat dispersé, selon la nouvelle grille communale de densité à sept niveaux définie par l'Insee en 2022.
Elle est située hors unité urbaine et hors attraction des villes,.

### Occupation des sols
L'occupation des sols de la commune, telle qu'elle ressort de la base de données européenne d’occupation biophysique des sols Corine Land Cover (CLC), est marquée par l'importance des territoires agricoles (96,3 % en 2018), une proportion identique à celle de 1990 (96,3 %). La répartition détaillée en 2018 est la suivante : 
terres arables (68,4 %), prairies (19,6 %), zones agricoles hétérogènes (8,3 %), forêts (3,7 %). L'évolution de l’occupation des sols de la commune et de ses infrastructures peut être observée sur les différentes représentations cartographiques du territoire : la carte de Cassini (XVIIIe siècle), la carte d'état-major (1820-1866) et les cartes ou photos aériennes de l'IGN pour la période actuelle (1950 à aujourd'hui).

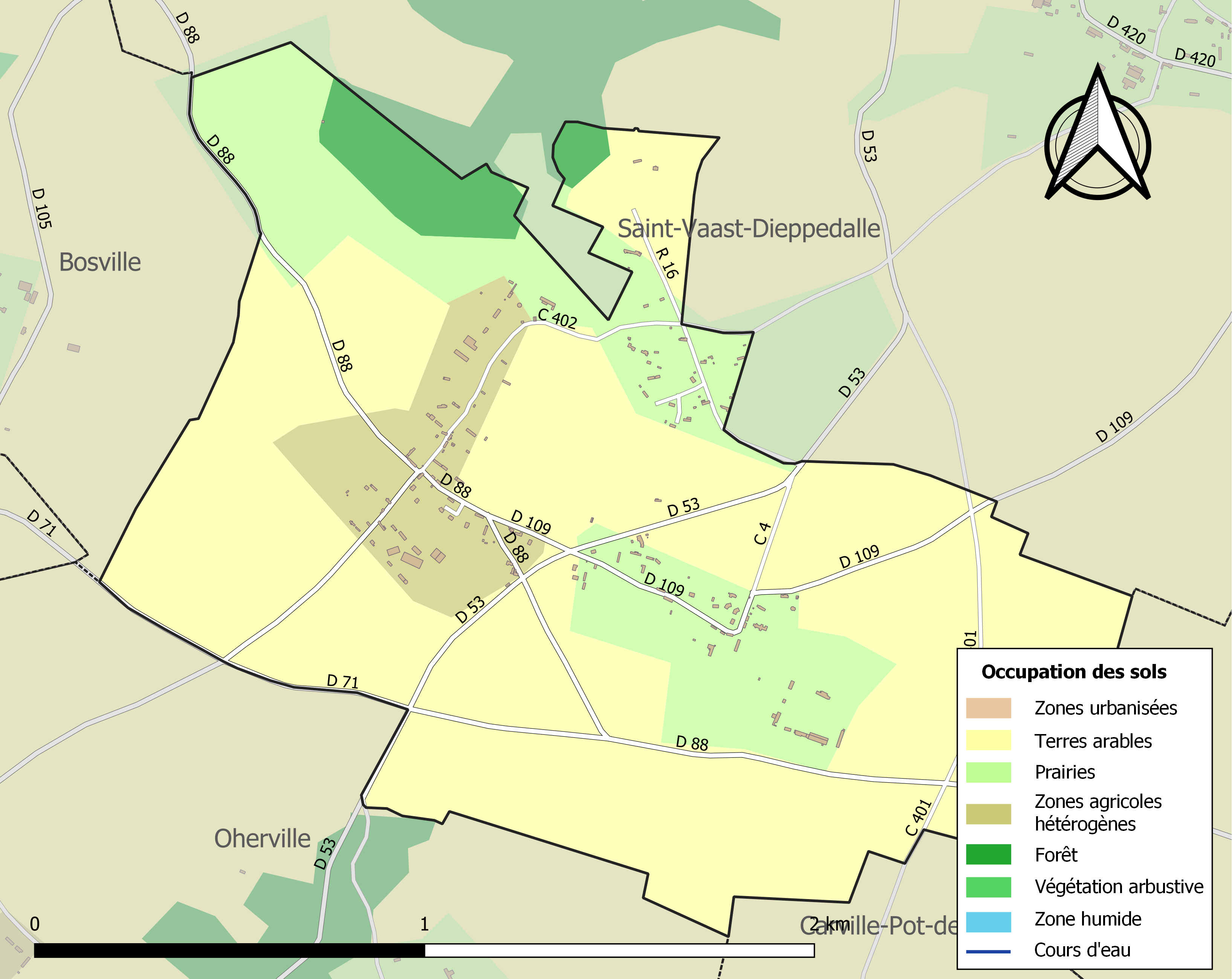
Carte des infrastructures et de l'occupation des sols de la commune en 2018 (CLC).

## Toponymie
Le nom de la paroisse est mentionné Wialvilla (sans date), Wiauvilla que dicitur la Willame d'Escalles en 1235 (d'après Guillaume d'Escales, seigneur du lieu), Veauville d'Escalles en 1337 ; Veauvilla d'Esquelles en 1465 ; Veauville lesquelles et Veauville l'Echelle en 1648 et 1738 (Pouillé).
Il s'agit d'un type toponymique en -ville au sens ancien de « domaine rural », précédé du nom de personne anglo-saxon ou norrois Wifel, fréquemment attesté en Angleterre, ex : Wivelsfield (Sussex) et au Danemark dans Vilsback (Wivaelsbaec 1231), comprendre l'ancien norrois Vífill / Vifill qui se perpétue dans les prénoms islandais Vífill, norvégien Vivil, féroïen Vívil. Cette hypothèse est basée sur l'homonymie avec Veauville-les-Baons, autre commune du pays de Caux, attestée plus anciennement sous la forme Wivelvilla vers 1050, ainsi que sur l'évolution phonétique analogue du premier élément : Wialvillam 1195.
La forme Veau- est liée à l'interprétation de Viau-, comme « un veau » en dialecte.
Le déterminant complémentaire lès-quelles est une mauvaise graphie par mécoupe de l'Escalles, attesté en 1337 avec d’ : Veauville d’Escalles. Il rappelle l'ancienne famille d'Escales qui précéda les La Rive, connus aux XIIe et XIIIe siècles, et qui ont fourni des maires à la ville de Rouen. Il s'agit à l'origine d'un toponyme, Escalles, pluriel roman issu d'un pluriel anglo-scandinave en /s/, du norrois skáli « chalet, habitation » cf. les nombreux Scales en Angleterre et les toponymes en -skáli islandais.
On retrouve skáli dans quelques toponymes normands comme Écalles-Alix, Villers-Écalles, Touffrécal, Foucart-Escales, aujourd'hui Foucart, etc. On rencontre aussi exceptionnellement des exemples dans le Boulonnais et le Calaisis, régions ayant connu une colonisation saxonne, mais pas ailleurs.
En 1953, la nomenclature INSEE ajoute un accent grave à les > lès, accent qui n'a pas lieu d'exister puisque Quelles n'est en rien un toponyme où le déterminant lès signifierait « à côté de » cf. Déville-lès-Rouen.

## Histoire
Le nom d’Escales rappelle l’ancienne famille d’Escales qui précéda les La Rive, connus aux XIIe et XIIIe siècles, et qui ont fourni des maires à la ville de Rouen.
Thomas La Rive (Ripa en latin médiéval) seigneur de Veauville et de Herville, possédait la première portion de la cure. La seconde appartenait à Lucas La Mallet, seigneur d’Auffay. En 1250, Guillaume de Houdetot, marié à Mlle de Ripa, devint le seigneur de Herville et de Veauville.
En 1381, Richard de Houdetot, chevalier chambellan du roy, bailli de Rouen, remit la possession de ces trois seigneuries. Le demi-fief d’Oherville était un démembrement du fief de Veauville, dont il continua à relever jusqu’au XVIe siècle, époque où l’aveu en fut rendu au roi.
En 1820, le hameau d’Attemesnil, actuellement sur le territoire de Carville-Pot-de-Fer fut rattaché provisoirement à Veauville. La population passa à 600 habitants.

### Vie économique
À Veauville, comme ailleurs en pays de Caux, on trouvait des maisons de tisserands. En effet, jusqu’au début du XIXe siècle, le tissage se pratique à domicile. Les tisserands fabriquaient des tissus à partir du lin du plateau et de l’élevage de la vallée. Le lin cultivé était roui puis « écouché » ou teillé au moulin flamand.
Du côté nord, le métier était souvent installé au fond de la grande pièce de la chaumière (la « chambre à cacher »). Il était éclairé par des « verrines », petites vitres encastrées entre les colombes et scellées avec du terrage (torchis). De l’aube aux dernières lueurs du jour, les tisserands manœuvraient les navettes (« les cacheux d'navettes »), assis sur une planche de bois posée sur les montants du métier. Ces métiers à tisser rustiques étaient très souvent fabriqués par les menuisiers locaux.
Peu à peu, ces tisserands ont émigré vers les vallées industrialisées du secteur ; les filatures et usines de tissage ont remplacé les métiers qui ont disparu définitivement vers 1935.
Les produits finis étaient portés chez des collecteurs à Anvéville, Envronville, Beuzeville, etc. qui livraient les tissus dans les grandes villes voisines voire les pays frontaliers tels que l’Allemagne. En retour, les négociants passaient les commandes suivantes et fournissaient les écheveaux de fils nécessaires car les usines avaient déjà remplacé les fileuses à domicile.
Les navettes utilisées dans les chaumières étaient souvent en buis, les œillets et autres pièces métalliques en fer. Lorsque les navettes étaient endommagées, les tisserands les faisaient réparer. On y greffait des petites pièces du même bois pour les rendre à nouveau utilisables.
On tissait des siamoiseries ou siamoises, tissus dont la trame était en coton et la chaîne en lin, des mouchoirs, des draps pour les lits, des burnous, etc.
C’est pourquoi entre 1910 et 1950 les nombreux moulins de la vallée de la Durdent s’étaient reconvertis dans le teillage du lin ; de vieux fours abandonnés aujourd’hui, étaient utilisés pour rouir artificiellement le lin, c’est-à-dire isoler les fibres textiles du reste de la plante.
La vallée de la Durdent était au XIXe siècle très active, commerciale et industrielle puisqu'en 1870, il fut demandé la construction d’une ligne de chemin de fer Yvetot - Cany suivant la vallée. C’est un autre tracé entre Beuzeville-la-Grenier et Fécamp qui fut retenu par l’administration des chemins de fer. Les « usiniers » de la vallée furent obligés de porter leurs produits ou retirer les marchandises à la gare dite de Grainville-la-Teinturière ou celle de Cany.
Les vieillards racontent que l’ancienne rivière de Saint-Valery, sortie des coteaux de Néville, fut bouchée avec des balles de laine, parce qu’elle était l’objet d’un culte idolâtrique. Ce qui ramène à l'élevage ovin que l'on pratiquait pour tisser également la laine dans la région, avant que celle-ci ne soit concurrencée par le coton, dont les ports du Havre et de Rouen sont devenus de grands importateurs à partir du XVIIe siècle.

## Politique et administration

### Liste des maires
| Période                                  | Période                    | Identité                  | Étiquette | Qualité                                                                                        |
| ---------------------------------------- | -------------------------- | ------------------------- | --------- | ---------------------------------------------------------------------------------------------- |
| Les données manquantes sont à compléter. |                            |                           |           |                                                                                                |
| 1860                                     |                            | Ragot                     |           |                                                                                                |
| 1872                                     | 1888                       | René Le Desvé d'Heudières |           | Propriétaire                                                                                   |
| 1889                                     |                            | Pierre Barré              |           | Cultivateur                                                                                    |
| 1892                                     | 1896                       | Louis Laurent             |           | Propriétaire                                                                                   |
| 1896                                     | 1898                       | Henri Pécuchet            |           |                                                                                                |
| 1901                                     |                            | P. Barré                  |           |                                                                                                |
| 1902                                     | 1907                       | Louis Laurent             |           | Propriétaire                                                                                   |
| 1907                                     | 1910                       | Édouard Pinel             |           |                                                                                                |
| 1913                                     | 1926                       | Louis Grancher            |           | Agriculteur                                                                                    |
| 1935                                     |                            | Adrien Selle              |           |                                                                                                |
| avant 1981                               |                            | Hervé Bougaran            | DVG       |                                                                                                |
| Les données manquantes sont à compléter. |                            |                           |           |                                                                                                |
| 2001                                     | En cours (au 10 août 2020) | Gérard Colin              |           | Retraité Président de la CC de la Côte d'Albâtre (2008 → 2020) Réélu pour le mandat 2020-2026, |

### Intercommunalité
Gérard Colin, maire de Veauville-lès-Quelles, est le président de la communauté de communes de la Côte d'Albâtre de 2008 à 2020.

## Démographie
L'évolution du nombre d'habitants est connue à travers les recensements de la population effectués dans la commune depuis 1793. Pour les communes de moins de 10 000 habitants, une enquête de recensement portant sur toute la population est réalisée tous les cinq ans, les populations de référence des années intermédiaires étant quant à elles estimées par interpolation ou extrapolation. Pour la commune, le premier recensement exhaustif entrant dans le cadre du nouveau dispositif a été réalisé en 2006.

En 2022, la commune comptait 125 habitants, en évolution de −2,34 % par rapport à 2016 (Seine-Maritime : +0,35 %, France hors Mayotte : +2,11 %).
| 1793 | 1800 | 1806 | 1821 | 1831 | 1836 | 1841 | 1846 | 1851 |
| ---- | ---- | ---- | ---- | ---- | ---- | ---- | ---- | ---- |
| 318  | 320  | 338  | 365  | 395  | 402  | 399  | 400  | 417  |

| 1856 | 1861 | 1866 | 1872 | 1876 | 1881 | 1886 | 1891 | 1896 |
| ---- | ---- | ---- | ---- | ---- | ---- | ---- | ---- | ---- |
| 415  | 385  | 347  | 366  | 346  | 310  | 297  | 292  | 254  |

| 1901 | 1906 | 1911 | 1921 | 1926 | 1931 | 1936 | 1946 | 1954 |
| ---- | ---- | ---- | ---- | ---- | ---- | ---- | ---- | ---- |
| 250  | 253  | 219  | 170  | 174  | 171  | 168  | 154  | 174  |

| 1962 | 1968 | 1975 | 1982 | 1990 | 1999 | 2006 | 2011 | 2016 |
| ---- | ---- | ---- | ---- | ---- | ---- | ---- | ---- | ---- |
| 166  | 148  | 99   | 98   | 86   | 102  | 105  | 110  | 128  |

| 2021 | 2022 | - | - | - | - | - | - | - |
| ---- | ---- | - | - | - | - | - | - | - |
| 128  | 125  | - | - | - | - | - | - | - |

## Culture locale et patrimoine

### Lieux et monuments
- L’église Notre-Dame.

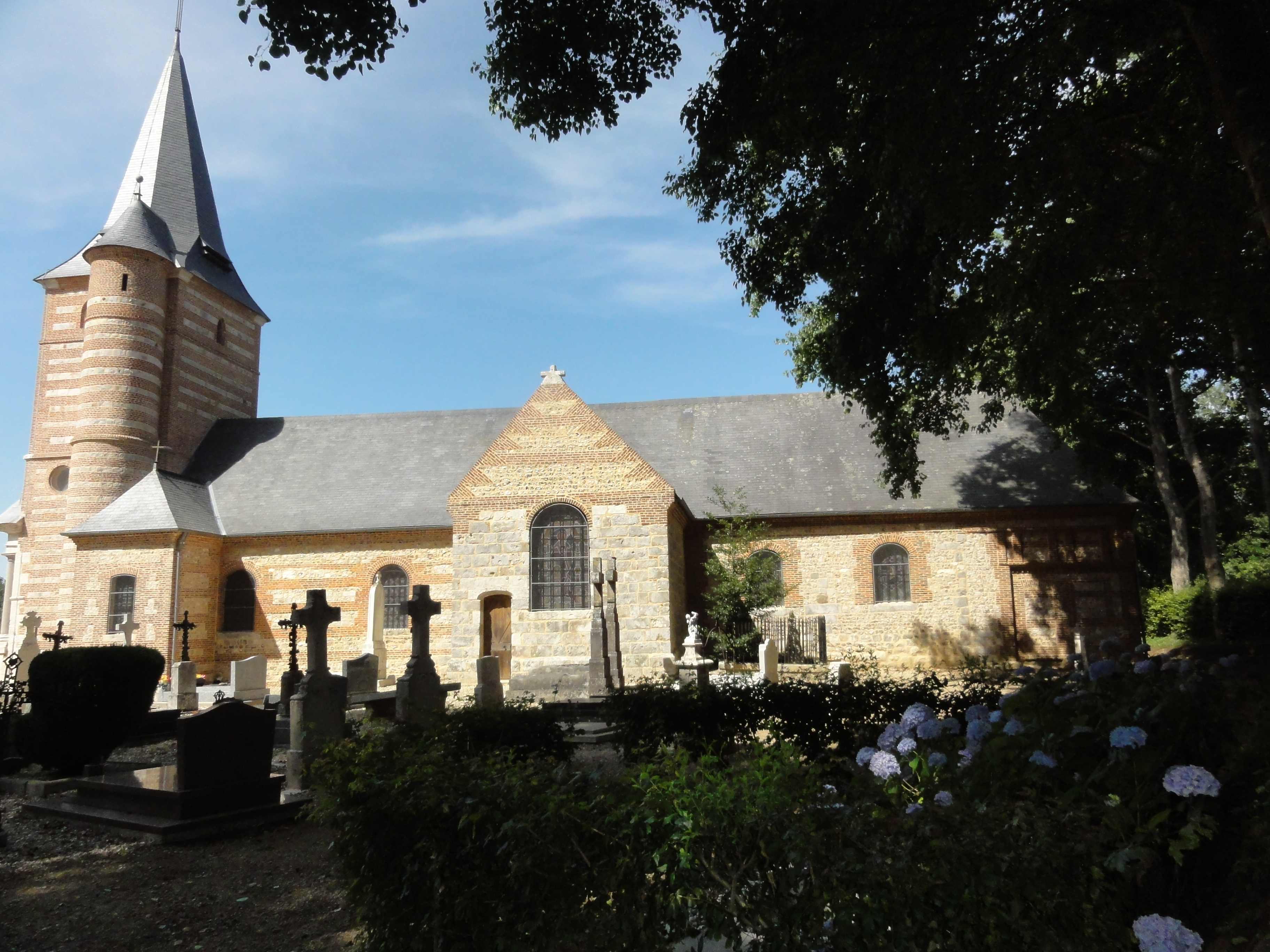
L’église Notre-Dame de Veauville-lès-Quelles.

Elle a été reconstruite au XIXe siècle en brique et silex, mais elle possède une façade à fronton du XVIIe siècle. Elle remplace un édifice antérieur du XIIIe siècle qui était consacré à saint Aignan.
On dit qu'un Clercy de Mathonville a dépensé près de 100 000 francs de l’époque à l’embellissement de l’église. Le clocher est précédé d’un fronton grec, en pierre blanche, supporté par quatre colonnes de granit. Deux niches renferment saint Pierre et saint Paul, les gardiens de l’église. Le chœur et la nef forment la croix, dont les bras montrent les chapelles de la Sainte-Vierge et des Saints-Anges.
Le principal ornement de cette église est le maître-autel, en marbre noir et blanc. Le tabernacle, aussi de marbre, fermé avec une porte de cuivre, sert de piédestal à une grande statue en marbre de Notre-Dame, patronne de la paroisse. À droite et à gauche sont deux anges d’albâtre.
Le chœur est fraîchement orné, marbré dans ses murs comme dans ses lambris ; le pavage est un échiquier noir et blanc. Le porte-christ est une guirlande finement sculptée sur bois, dans le goût des porte-christs du XVIIIe siècle.

Le baptistère est en marbre ; dans la nef est un tableau de la crucifixion, de l’école de Jouvenet.
Dans le cimetière, près du chœur, est la tombe commune de MM. J.-P. et A.-L. de Clercy, chevaliers de Saint-Louis et lieutenants-colonels, tous deux morts octogénaires, l’un en 1834, l’autre en 1842. Ce dernier étant le bienfaiteur de l’église.
Monsieur de Clercy de Mathonville avait réuni, dans le même endroit, le cimetière, l’église, la croix, le presbytère, la mairie et les écoles.

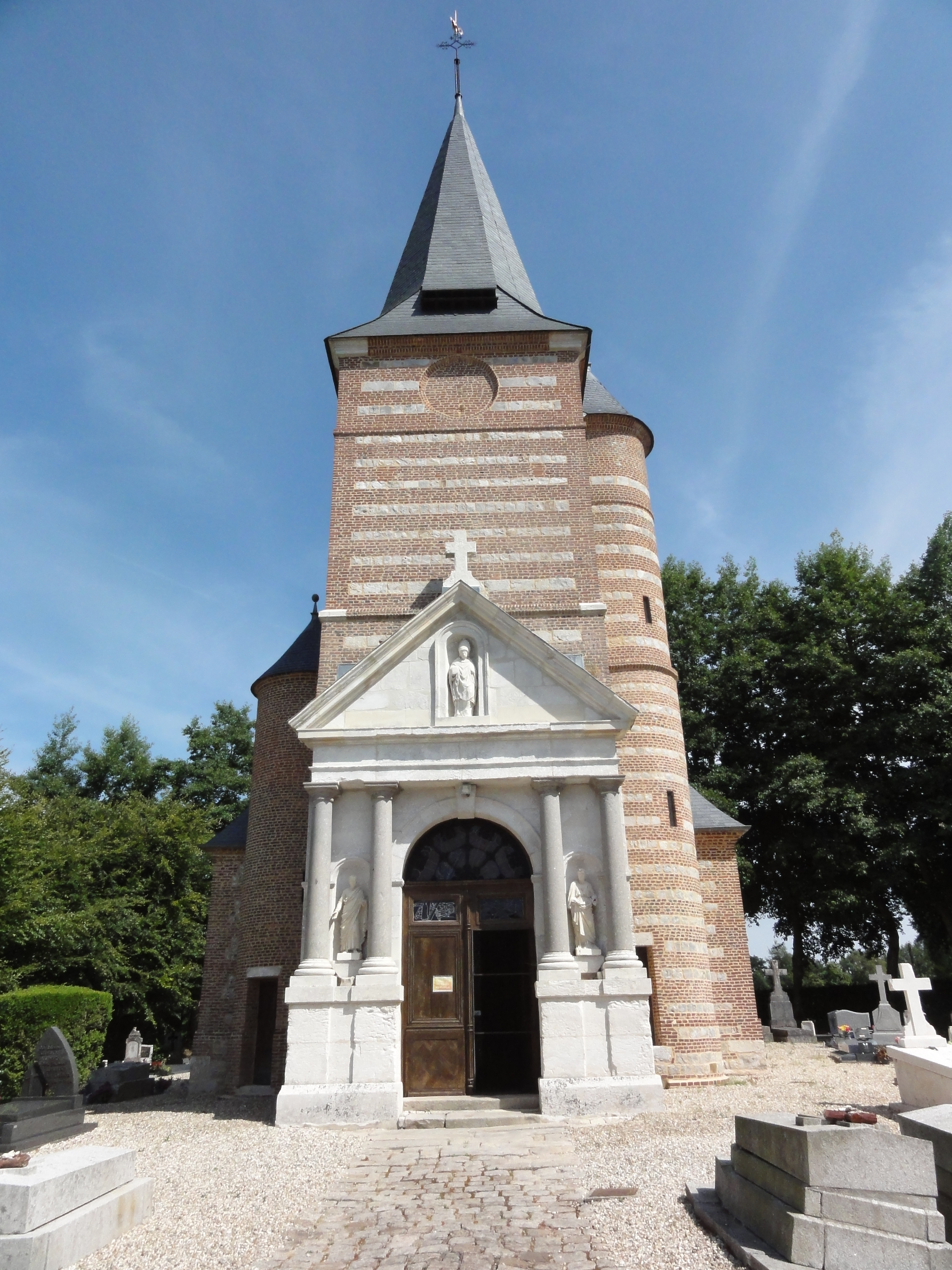
Le clocher de l'église.
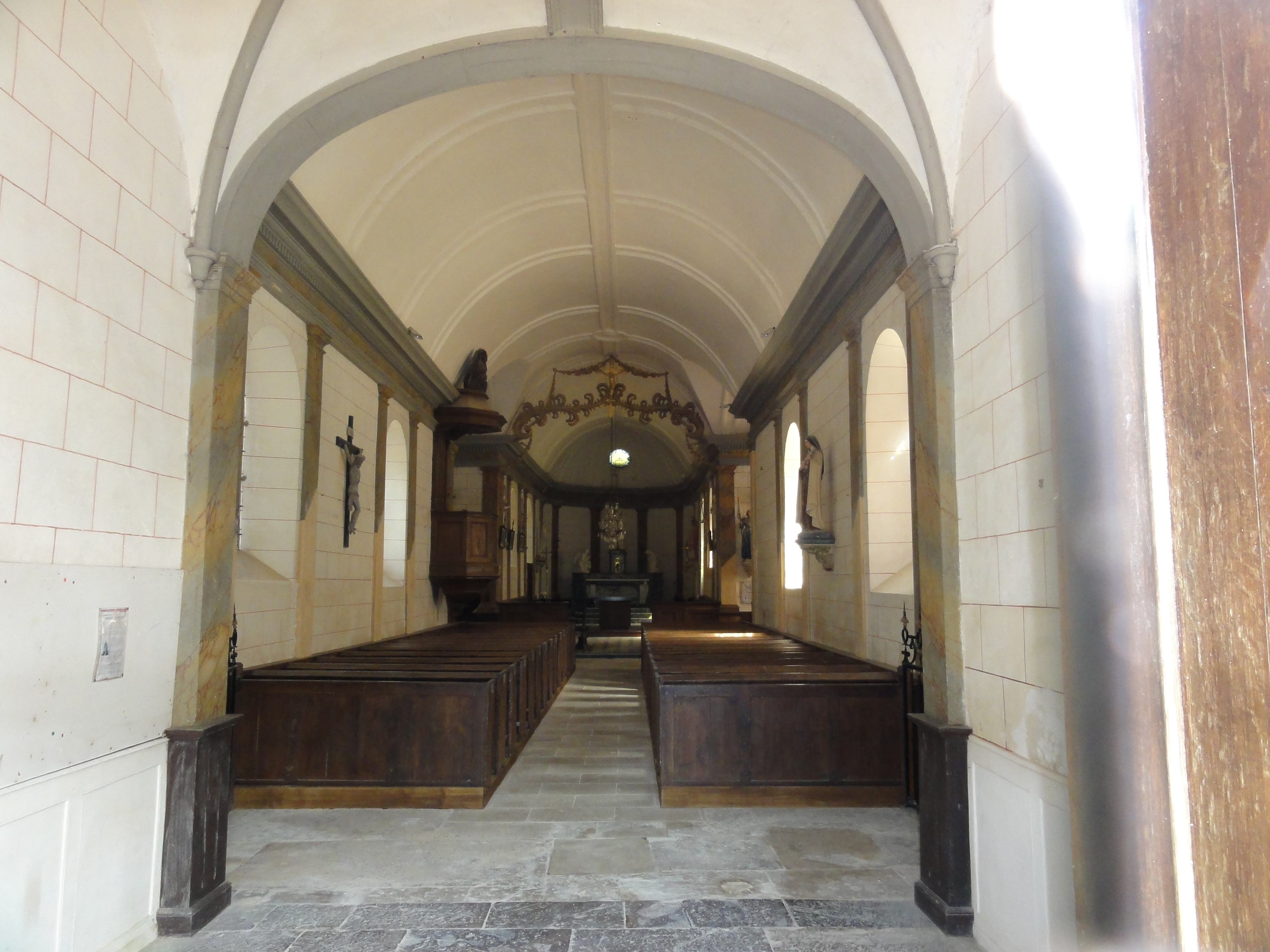
Intérieur de l'église.
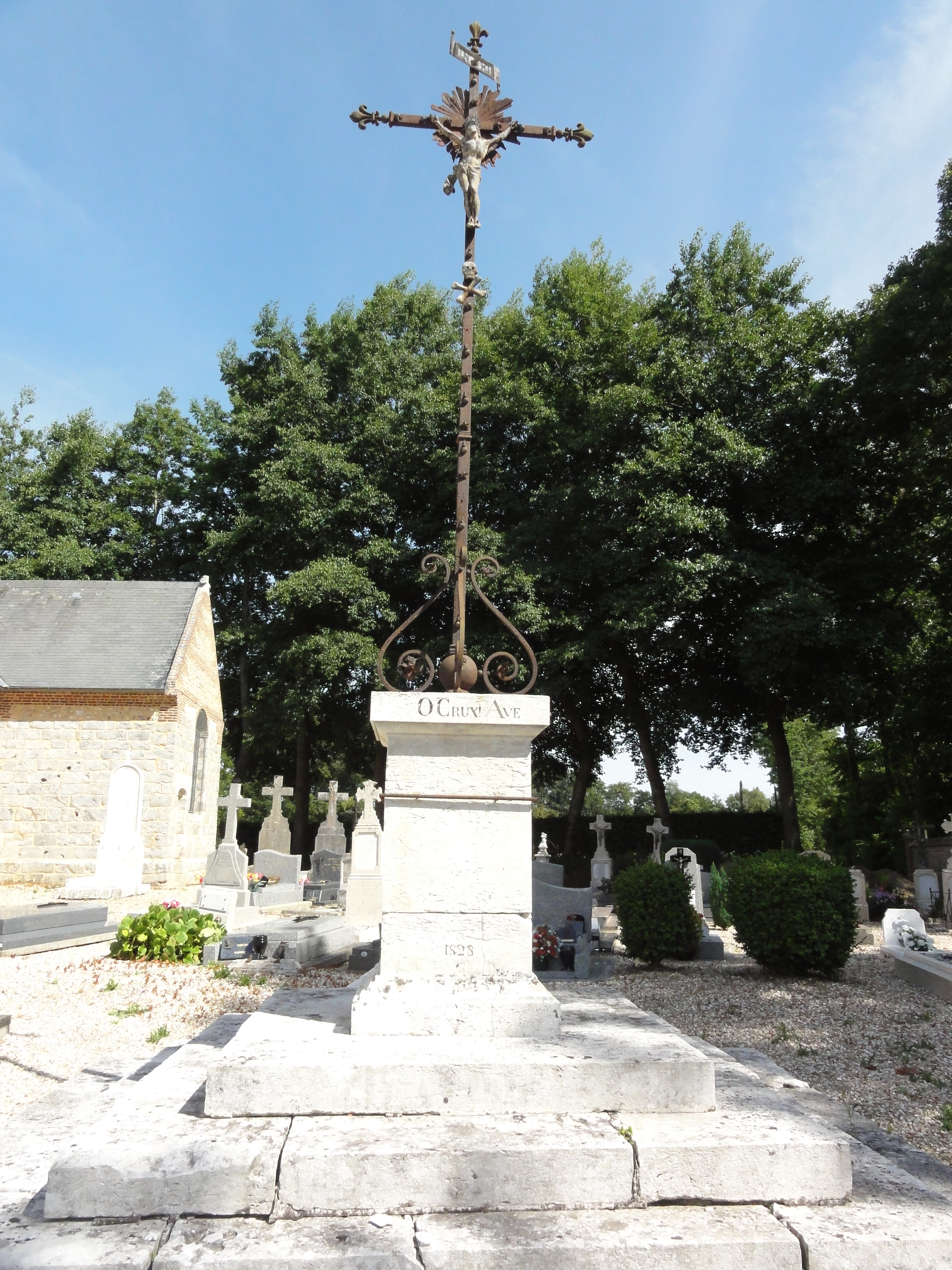
La croix de cimetière.
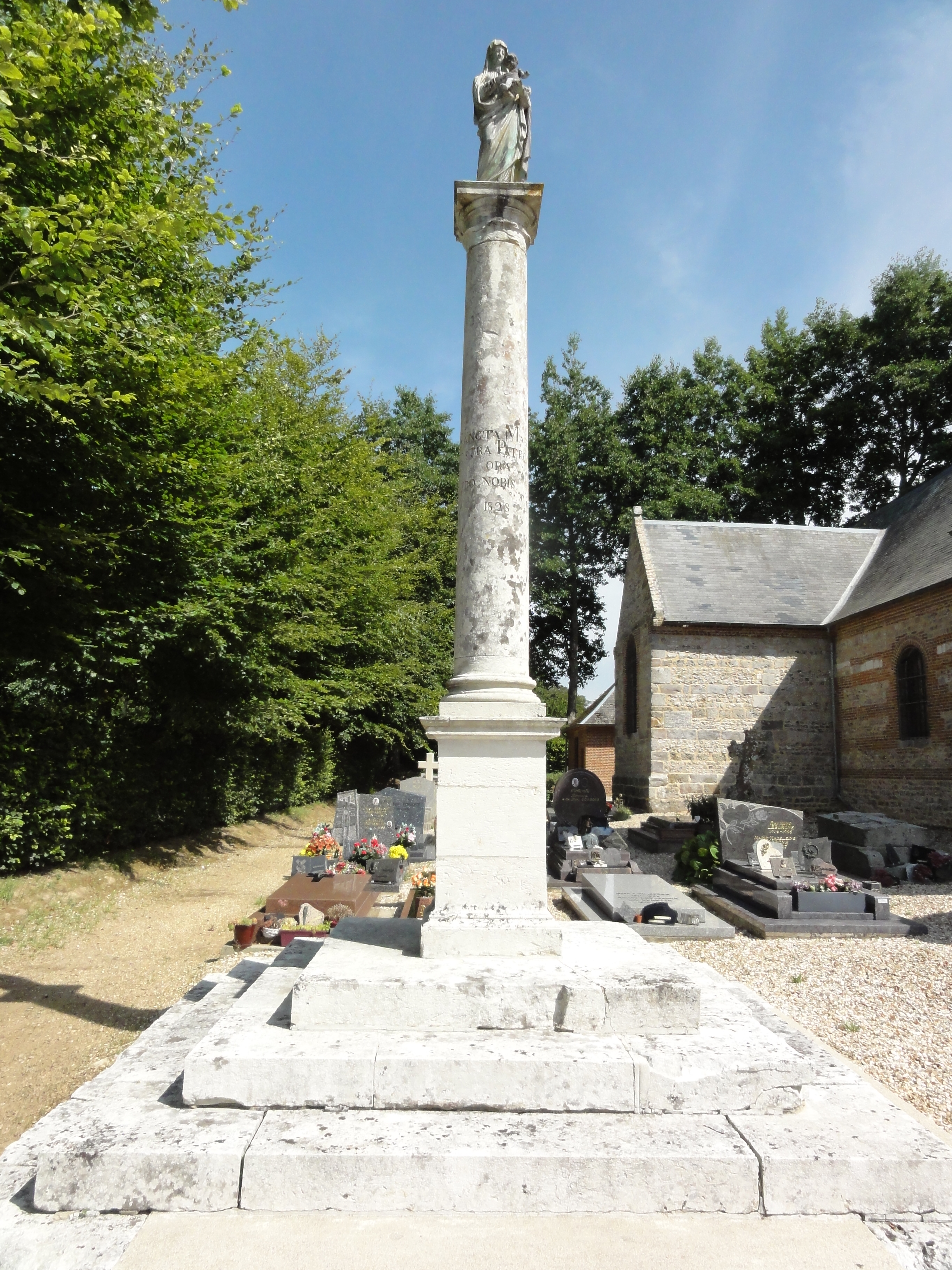
La statue de la Vierge à l'Enfant au cimetière.

Le clocher, entre le chœur et la nef selon la tradition normande, ressemblait à celui de Hautot-Saint-Sulpice. Il a été déplacé deux fois depuis 1780. D’abord, il fut mis au côté de l’église, sur la chapelle seigneuriale de Monsieur de Clercy. Une inscription conserva quelque temps la mémoire de cette translation. Puis il a été mis au portail dans le remaniement général de l’église.

Toujours, le seigneur a été maître de l’église.
Au XIIIe siècle, les héritiers d’un sire « de la Rivière », étaient patrons-présentateurs de la cure. Une des filles de ce gentilhomme ayant épousé le seigneur de Hotot, porta le bénéfice dans cette maison. Aussi le sire de Hotot y présentait-il au droit de son épouse, lorsque Rigaud rédigea son pouillé. Le bénéfice comptait alors 40 paroissiens et valait 40 livres au curé Rémy. En 1738, il y avait 50 feux.
Cette église possède aux archives historiques de notre département une liasse contenant des contrats, des titres de biens et de rentes, des baux et des parchemins du XVIIe et du XVIIIe siècle.
L’église fut agrandie et transformée : les travaux commencèrent en 1836 sous la gestion de l’abbé Saint-Yves. En 1856, une nouvelle cloche fut acquise. Elle pèse 850 kilos et fut baptisée Marie-Eugénie. En 1883, le presbytère endommagé fut reconstruit la même année. En 1996, la restauration de l’église commença par des travaux de remise en état de toiture.
- Le château de Mathonville

Selon toute vraisemblance, c'est dans ce château que naquit le bienheureux Thierry, premier abbé de Saint-Évroult. Thierry de Mathonville fut avant cela, moine de Jumièges.
Ce fut un homme saint et savant. S’étant démis de sa charge en 1057, il partit pour Jérusalem et mourut à l’île de Chypre.
C’est Ordéric Vital qui nous apprend qu’il était Normand de naissance et du pays de Caux. « B. Theodoricus de Mathonvillâ, natione Normannus, ex Calogiensi provinciâ oriendus. » (cf. Neustria pia, page 97).
Thierry de Mathonville devait donc être le fils du seigneur du lieu. On ne sait rien d’autre avant qu’apparaisse à Veauville, Pierre de Clercy dont le père, Charles, était en 1503 seigneur de Bornambusc, près de Goderville, plein-fief de haubert tenu du roi.
Pierre de Clercy eut trois fils, Guillaume, Vivien et Pierre, et c’est du mariage du second avec Louise de Rély que sont issus Charles et Jacques de Clercy.
On suppose que Jacques fut l’auteur d’une partie des constructions du château de Mathonville : une partie basse utilisant largement le grès de la région est bien de cette époque. La partie haute du château, en briques, correspond à une réfection du XIXe siècle. Les douves ont disparu, mais un charmant pavillon servant de remise est particulièrement remarquable comme témoin d’une époque où fleurissait la pierre en bossage mise en valeur par une jolie couleur de la brique.
La vue, du côté de la plaine, porte loin, et deux petits pavillons (il n’en reste qu’un) encadraient cette longue perspective. Le colombier et d’autres petites constructions apportent un charme qui atténue l’impression d’austérité due au grès. Du belvédère aménagé dans l’amusant clocheton édifié au-dessus de la toiture, on peut apercevoir la mer, à quatre lieues.
Né du mariage de Jacques de Clercy avec Anne Auber de Vertot, Jean de Clercy épousa Suzanne Quesnel et eut plusieurs enfants : François fut seigneur de Vertot et de Mathonville ; Jean-Baptiste, qui lui succéda, épousa en 1718 Catherine Paon de Baudribosc, et ce sont leurs armoiries accolées qui timbrent la porte de la petite église de Baudribosc.

De leurs trois fils, deux moururent des blessures reçues à la bataille de Minden, en 1759.

Le troisième, Jean-Baptiste-Louis de Clercy, épousa Anne-Françoise de Vaudretz qui lui donna cinq enfants, dont quatre furent chevaliers de Saint-Louis, comme le rappelle la pyramide élevée à droite de la porte de l’église de Veauville.

L’aîné Jean-Baptiste-Philippe, épousa en 1785 Marie-Marthe-Victoire du Puy d’Arnouville et se fixa à Ermenouville dont il devint maire sous la Restauration.

Son fils, Charles-Eugène de Clercy, épousa en 1810 Marie-Aimée-Claire de Caumont, née au château de Derchigny que sa mère Marie-Charlotte de Clieu (petite-fille de Gabriel, gouverneur de la Guadeloupe) avait apporté au comte de Caumont.

De leurs sept enfants, seuls deux eurent postérité : Mme de Malartic, grand-mère du comte Geoffroy de Montalembert, ancien vice-président du Sénat dont il fut longtemps le doyen, et Henri-Charles de Clercy dont la fille fut Mme de Beaunay.

### Héraldique
| Armes de Veauville-lès-Quelles | Les armes de la commune de Veauville-lès-Quelles se blasonnent ainsi : De sinople à une échelle d’argent posée en barre, à une fleur de lys d’or à plomb entre les barreaux centraux, accompagnée de deux navettes de tisserand du même posées en fasce. Création Denis Joulain ; validée par délibération municipale le 22 octobre 2015. |

## Pour approfondir